# Hydrangea peruviana
Hydrangea peruviana là một loài thực vật có hoa trong họ Tú cầu. Loài này được Moric. ex Ser. mô tả khoa học đầu tiên năm 1830.